# Austin Berry
Austin Berry est un joueur américain de soccer né le 6 octobre 1988 à Cincinnati en Ohio. Il évolue au poste de défenseur central avant de devenir entraîneur-adjoint au FC Cincinnati en USL.

## Biographie
Ausin Berry est repêché en 9e position par le Fire de Chicago lors de la MLS SuperDraft 2012. Il fait une première saison pleine en étant titularisé 28 fois et en inscrivant trois buts. Il reçoit ainsi le Trophée de la recrue de l'année de la MLS.
Le 25 février 2014, il est transféré à l'Union de Philadelphie en échange d'une allocation monétaire.
Le 2 mars 2015, il est prêté en Corée du Sud au FC Anyang.
Le 4 décembre 2017, Austin Berry met un terme à sa carrière sportive en annonçant intégrer l'encadrement technique de la franchise de sa ville natale du FC Cincinnati.

## Récompense
- Trophée de la recrue de l'année de la MLS en 2012